# Johann Adam Braun (Theologe)
Johann Adam Braun (* 3. Mai 1765 in Mainz; † ca. 1808) war ein deutscher Theologe und Arzt.

## Leben
Johann Adam Braun wuchs in Mainz auf, das zur Zeit seiner Geburt mit Kurköln und Kurtrier zu den drei geistlichen Kurfürstentümern des Deutschen Reiches gehörte. Er studierte zunächst an der Mainzer Universität Philologie, Theologie und Kanonisches Recht und erwarb nach vorausgegangenem Baccalaureat das Licentiat (Lehrerlaubnis) der katholischen Theologie, und damit die Voraussetzung zur theologischen Promotion. 1784 wird ein Johann Adam Braun als Pfarrer in Sulzheim, das bis 1797 zu Kurmainz gehörte, erwähnt, ob es sich um den hier vorgestellten handelt, ist bisher nicht nachweisbar. Die Mainzer Doktorarbeit im Bereich des Kirchenrechts von Johann Adam Braun datiert vom 10. September 1787. Vielleicht infolge von Unruhen in Mainz – 1790 kam es in Mainz zu einem von Studenten provozierten Handwerkeraufstand gegen Organe der Universität – oder auch mangels anderer Angebote begab sich Braun nach Marburg, wo er 1791 die katholische Pfarrstelle an Stelle eines Kanonikus’ Karl Falciola erhielt, und im folgenden Jahr auch eine Honorarprofessur für römisch-katholisches Kirchenrecht an der dortigen Universität. 1796 erfolgte seine Promotion in katholischer Theologie.
Aus zwei Quellen aus der Familie Braun und Nachkommen ergibt sich, dass J.A. Braun während seiner Lehr- und Predigerstelle und Honorarprofessur in Marburg „des geistlichen Standes überdrüssig war“ und ein Studium der Medizin begann, das er bald mit einer Promotion abschloss. Bald danach veröffentlichte er die unten erwähnte Schrift „Ueber den Werth und die Wichtigkeitn der weiblichen Brüste...“. Das Werk dedizierte er – aus nicht bekannten Gründen – der damaligen Kaiserin von Russland, worauf er einen Ruf nach Russland erhielt, dem er auch folgte. Ab 1805 war er als kaiserlicher Hospitalarzt in Sankt Petersburg angestellt; er starb dort allerdings bereits 1807, weshalb zumindest bei der Familie der Verdacht aufkam, dass er keines natürlichen Todes gestorben sei, sondern möglicherweise von russischen Neidern vergiftet wurde. Die Familie konnte seine Hinterlassenschaften nicht erhalten, da in Russland das sog. Heimfall-Recht angewandt wurde.
Quelle 1: Handschriftliche Chronik der Familie Kolb, verfasst von Franz Hermann Kolb, Advokat in Eichstätt und Sohn von J.A.Brauns Schwester Katharina, etwa 1860.
Quelle 2: „Annalen der Kolb´schen Familie zu Straubing“, Landshut 1858, 3 Bände, verfasst von Gottfried Kolb, ebenfalls Sohn von J.A.Brauns Schwester Katharin, Rechtsanwalt und Bürgermeister von Straubing zwischen 1826 und 1852.

## Schriften
- Dissertatio Vtrum Matrimonii Vincvlum Et In Casv Adulterii Alterivs Conivgum, Ivxta Tridentini Can. VII. Sess. XXIV. Ivre Divino, An Solvm Ivre Ecclesiastico Insolvbile Sit? . Mainz 1787.
- Dissertatio inauguralis medica de vermium intestinalium prima origine deque unice vera ac sola rationali eos exterminandi methodo. Jena 1806.
- Ueber den Werth und die Wichtigkeit der weiblichen Brüste für das Wohl der Menschheit und die Sorge für die Erhaltung derselben, die aus Vernachlässigung dieser Sorge entstehenden Nachtheile am besten zu beseitigen. 2 Bände. Henningsche Buchhandlung, Erfurt 1805. - Eine weitere Ausgabe: Frankfurt am Main 1805; 2. Auflage 1811.